# شف امریکا
شف آمریکا (انگلیسی: Chef America Inc.) شرکت صنایع غذایی آمریکایی بود، که در سال ۱۹۷۰ توسط دیوید و پل معراج تأسیس شد. این شرکت در سال ۲۰۰۲ به ارزش ۲.۶ میلیارد دلار، توسط شرکت نستله خریداری شد.